# SN 1991Q
SN 1991Q – supernowa odkryta 26 stycznia 1991 roku w galaktyce NGC 4926A. W momencie odkrycia miała maksymalną jasność 18,00m.